# Johillerit
Johillerit ist ein sehr selten vorkommendes Mineral aus der Mineralklasse der „Phosphate, Arsenate und Vanadate“. Er kristallisiert im monoklinen Kristallsystem mit der chemischen Zusammensetzung NaCuMg3(AsO4)3
und ist damit chemisch gesehen ein Natrium-Kupfer-Magnesium-Arsenat.
Johillerit entwickelt an seiner Typlokalität radialstrahlige Aggregate in zersetztem Tennantit und Chalkosin, die von Konichalcit und kupferhaltigem Adamin begleitet werden. Die Typlokalität des Minerals ist die Tsumeb Mine bei Tsumeb, Region Oshikoto, Namibia.

## Etymologie und Geschichte
Als Entdecker des Johillerits gilt Wolfgang Bartelke, der das farblich auffallende Mineral dem Professor für Mineralogie und Kristallographie an der Universität Stuttgart, Paul Keller, zeigte. Keller und seine Mitarbeiter führten die für eine Charakterisierung als neues Mineral notwendigen Untersuchungen durch und legten die Ergebnisse der International Mineralogical Association (IMA) vor, die es 1980 unter der vorläufigen Bezeichnung IMA 1980-014 anerkannte. Im Jahre 1982 wurde es von einem deutsch-US-amerikanischen Wissenschaftlerteam um Paul Keller, Heinz Hess und Pete J. Dunn im österreichischen Wissenschaftsmagazin „Tschermaks Mineralogische und Petrographische Mitteilungen“ als Johillerit (englisch Johillerite) beschrieben. Die Autoren benannten das Mineral nach dem Professor für Mineralogie an der Universität Stuttgart Johannes-Erich Hiller (1911–1972).
Das Typmaterial für Johillerit (Holotyp) wird an der Universität Stuttgart (Standort TM-80.14-Tr / 0/824-s27/2) und im zur Smithsonian Institution gehörenden National Museum of Natural History, Washington, D.C. (Katalog-Nr. 146969, Cotyp), aufbewahrt.
In den späten 1990er Jahren wurde Johillerit in einer Fumarole am Zweiten Aschenkegel am nördlichen Durchbruch der Großen Spalteneruption (Great Fissure), Vulkan Tolbatschik, Region Kamtschatka, Föderationskreis Ferner Osten, Russland (russisch Второй шлаковный конус Северного прорыва, Толбачик, Камчатка), und später auch noch an zwei weiteren Fumarolen (Fumarole „Arsenatnaya“, Fumarole „Novaya“) in diesem Gebiet gefunden. An diesem wesentlich besser kristallisierten Material wurden insbesondere kristallographische und kristallchemische Untersuchungen durchgeführt.

## Klassifikation
Bereits in der veralteten, aber teilweise noch gebräuchlichen 8. Auflage der Mineralsystematik nach Strunz gehörte der Johillerit zur Mineralklasse der „Phosphate, Arsenate und Vanadate“ und dort zur Abteilung der „Wasserfreien Phosphate [PO4]3−, ohne fremde Anionen“, wo er zusammen mit Bradaczekit, Nickenichit, O’Danielit und Yazganit die unbenannte Gruppe VII/A.07 bildete.
Die seit 2001 gültige und von der IMA verwendete 9. Auflage der Strunz’schen Mineralsystematik ordnet den Johillerit ebenfalls in die Klasse der „Phosphate, Arsenate und Vanadate“ und dort in die Abteilung der „Phosphate usw. ohne zusätzliche Anionen; ohne H2O“ ein. Diese Abteilung ist allerdings noch präziser unterteilt nach der Größe der beteiligten Kationen, so dass das Mineral entsprechend seiner Zusammensetzung mit den Kationen Natrium und Magnesium in der Unterabteilung „Mit mittelgroßen und großen Kationen“ zu finden ist, wo es zusammen mit Alluaudit, Arseniopleit, Bradaczekit, Groatit (IMA 2008-054), Karyinit, Ferroalluaudit, Ferrohagendorfit, Hagendorfit, Maghagendorfit, Manitobait (IMA 2008-064), Nickenichit, O’Danielit, Varulith und Yazganit die Hagendorfitgruppe mit der System-Nr. 8.AC.10 bildet.
Auch die vorwiegend im englischen Sprachraum gebräuchliche Systematik der Minerale nach Dana ordnet den Johillerit in die Klasse der „Phosphate, Arsenate und Vanadate“ und dort in die Abteilung der „Wasserfreien Phosphate etc.“ ein. Hier ist er in der „Alluaudit-Untergruppe innerhalb der Alluaudit-Wyllieitgruppe“ mit der System-Nr. 38.02.03 und den weiteren Mitgliedern Alluaudit, Ferroalluaudit, Ferrohagendorfit, Groatit, Hagendorfit, Maghagendorfit, Manitobait, Nickenichit, O’Danielit, Varulith und Yazganit innerhalb der Unterabteilung der „Wasserfreien Phosphate etc., (A+B2+)3(XO4)2“ zu finden.

## Chemismus
Mikrosondenanalysen an Johillerit aus der „Tsumeb Mine“ ergaben Mittelwerte von 5,4 % Na2O; 18,3 % MgO; 5,4 % ZnO; 15,8 % CuO und 55,8 % As2O3, woraus sich auf der Basis von 12 Sauerstoffatomen die empirische Formel Na1,03Mg2,70Zn0,39Cu1,18As2,88O12 errechnete, welche sich zu Na(Mg2,5Zn0,5)Cu(AsO4)3 idealisieren lässt. Diese Idealformel erfordert im Johillerit Gehalte von 5,19 % Na2O; 16,88 % MgO; 6,82 % ZnO; 13,33 % CuO und 57,78 % As2O3.
Johillerit ist ein Mitglied der Alluaudit-Gruppe, die komplexe Na-Metall-Phosphate und -Arsenate enthält. Die allgemeine Formel dieser Gruppe ist
A(2)A(2)′A(1)A(1)′A(1)′′M(1)M(2)2[TO4]3, die vereinfachte Formel wird mit A(1)A(2)M(1)M(2)2[TO4]3 angegeben.
Johillerit aus der Fumarole „Arsenatnaya“ weist eine extrem variable chemische Zusammensetzung auf. So existieren verschiedene Varietäten mit den entsprechenden empirischen Formeln:
- Fe-reich und Cu-verarmt: A(2)′Na0,75(A(1)′Cu0,85A(1)Na0,13)M(1)(Mg0,91Fe0,09)Σ=1,00M(2)(Mg1,60Fe0,34Cu0,06)Σ=2,00(AsO4)3
- Fe-reich und Mg-verarmt: A(2)′Na0,84(A(1)′Cu0,68A(1)Na0,33)M(1)(Mg0,68Zn0,32)Σ=1,00M(2)(Mg0,90Cu0,62Fe0,32Al0,16)Σ=2,00(AsO4)3
- Cu-reich: A(2)′Na0,91A(1)′Cu0,98M(1)(Mg0,74Cu0,16Zn0,10)Σ=1,00M(2)(Mg1,34Cu0,52Fe0,14)Σ=2,00(AsO4)3[7]

Vom generellen chemischen Standpunkt ist Johillerit ein Arsenat des Alluaudittyps mit 0,5 < Na < 1,5 apfu, 0,5 < CuA < 1,0 apfu, Ca < 0,5 apfu und Dominanz von Mg über jedes andere M-Kation.
Johillerit bildet kontinuierliche Mischkristallreihen mit Badalovit, Na2Mg2Fe3+(AsO4)3, und mit Nickenichit, Na(□,Cu)(□,Ca)(Mg,Fe)3(AsO4)3, sowie eine unvollständige Mischkristallreihe mit Bradaczekit, NaCu4(AsO4)3. Die dominierenden Substitutionsschemata sind: (1) MMg ↔ MCu2+; (2) ACu2+ + M2+ ↔ ANa+ + M3+; (3) ANa+ + M2+ ↔ A□0 + M3+ sowie (4) ACu2+ + 2M2+ ↔ A□0 + 2M3+. Die T-Position wird hauptsächlich von As5+ mit nur geringen Beimengungen anderer Elemente (P, V, S, Si) eingenommen.
Johillerit stellt ferner das Cu2+-dominante Analogon zum Ca2+-dominierten Calciojohillerit dar, mit dem aber keine Mischkristallbildung beobachtet wurde.

## Kristallstruktur
Johillerit kristallisiert im monoklinen Kristallsystem in der Raumgruppe I2/a (Raumgruppen-Nr. 15, Stellung 7) mit den Gitterparametern a = 6,7520 Å; b = 12,739 Å; c = 11,068 Å und β = 100,37° sowie vier Formeleinheiten pro Elementarzelle. Die von Natalia N. Koshlyakova und Mitarbeitern an einem sehr kupferreichen, lilablauen Johillerit gefundenen Gitterparameter betragen a = 11,8589 Å; b = 12,7283 Å; c = 6,7702 Å und β = 113,6283° (a und c gegenüber den Werten von Tait & Hawthorne vertauscht).
Johillerit kristallisiert im Alluaudit-Strukturtyp. Der Alluaudit-Strukturtyp enthält durch [M(2)2O10]-Dimere gebildete Zickzack-Ketten aus M(1)O6- und M(2)O6-Oktaedern mit gemeinsamen Kanten, die miteinander isolierte und verzerrte M(1)O6-Oktaeder verbunden sind. T(1)O4-Tetraeder teilen alle Vertices mit den M-zentrierten Oktaedern und bilden dadurch die (010)-Schicht, wohingegen jedes T(2)O4-Tetraeder drei gemeinsame Vertices mit den M-zentrierten Oktaedern einer Schicht hat. Der vierte Vertex ist ein gemeinsamer Vertex mit dem Oktaeder der benachbarten Schicht, wodurch die Schichten zu einem dreidimensionalen heteropolyedrischen Gerüst verbunden werden. Das Gerüst enthält zwei Typen von Kanälen, in denen die A(1)- und A(2)-Gruppen von Kationen-Positionen lokalisiert sind. Diese Gruppen schließen sechs Positionen ein: A(1), A(1)′, and A(1)′′ im ersten und A(2), A(2)′ und A(2)′′ im zweiten Typ von Kanälen.
In der Kristallstruktur des Johillerits sitzt in den Zentren der planaren, quadratischen A(1)′O4-Gruppen bevorzugt Cu2+, in den A(2)′O8-Polyedern bevorzugt Na, sowohl in den M(1)O6- als auch den M(2)O6-Oktaedern bevorzugt Mg und in den T(1)O4- und T(2)O4-Tetraedern As5+, wohingegen die anderen Positionen Leerstellen aufweisen.
Im Johillerit wird (Ca, Na) durch Cu2+ als ein A-Gruppen-Kation ersetzt. In den meisten Mineralen der Alluaudit-Gruppe treten die A-Gruppen-Kationen auf der A(1)-Position auf und sind durch sieben oder acht Anionen mit einer mittleren Entfernung von ≈ 2,5 Å koordiniert. Die Frage, wie ein relativ kleines Kation wie Cu2+ solche großen Kationen wie Ca und Na in einem derart großen Koordinationspolyeder ersetzen kann, wird wie folgt beantwortet: Im Alluaudit besitzen die A(1)O7–8-Polyeder gemeinsame Kanten miteinander und bilden eine sich in Richtung der a-Achse erstreckende Kette. Im Johillerit ersetzen die Cu2+-Ionen (Ca, Na) im Zentrum der A(1)O7–8-Polyeder nicht wirklich, sondern finden sich an den gemeinsamen Kanten zwischen benachbarten Polyedern (A(1)’-Position) und nehmen im Grunde eine quadratisch-planare Koordination mit zwei sehr langapikalen Anionen, die nicht mit Cu2+ verbunden sind, ein.
Johillerit ist isotyp (isostrukturell) zu Calciojohillerit, Badalovit, Bradaczekit, Nickenichit sowie weiteren Vertretern der Alluaudit-Obergruppe.

## Eigenschaften

### Morphologie
Johillerit entwickelt an seiner Typlokalität in der „Tsumeb Mine“ radialstrahlige Aggregate, in denen aber einzelne, nach {010} dünntafelige und nach der c-Achse [001] gestreckte Kristalle erkennbar sind. Ihre durchschnittliche Größe beträgt 1,0 × 0,3 × 0,1 mm. Die Johillerite zweier weiterer Funde auf der sogenannten dritten Oxidationszone in der „Tsumeb Mine“ zeigen eine ganz ähnliche Ausbildung. Auf der zweiten in der „Tsumeb Mine“ gefundene Stufe erscheint der Johillerit allerdings eher faserig als tafelig und weist infolgedessen auch einen seidenartigen Glanz auf.
Die in Fumarolen am Vulkan Tolbatschik nachgewiesenen Johillerite sind demgegenüber wesentlich besser ausgebildet. Die 2012 am Gipfel des Zweiten Schlackenkegels entdeckte, aktive Fumarole „Arsenatnaya“ enthielt Johillerit als eines der Hauptsublimate. Er bildet dort nahezu monomineralische, bis 0,5 cm dicke Krusten auf Flächen bis zu mehreren Quadratdezimetern Größe. Johillerit findet sind in perfekten, oft aber nur undeutlich ausgebildeten kurz- bis langprismatischen Kristallen bis zu 5 mm Länge. Sie treten zu bündel-, fächer- und garbenartigen sowie radialstrahligen Aggregaten zusammen, die wiederum die genannten Krusten aufbauen. Daneben existieren auch massive feinkörnige Inkrustationen.

### Physikalische und chemische Eigenschaften
Die Kristalle des Johillerits sind an den drei Fundpunkten der Typlokalität violett bis blauviolett, in der Fumarole „Arsenatnaya“ am Tolbatschik hingegen aufgrund der unterschiedlichen chemischen Zusammensetzung sehr variabel gefärbt. Beobachtet wurden lilafarbene, violette, blaue, bläulichgraue, braune, blassgrüne und selten auch farblose Kristalle sowie mehrfarbige Bildungen wie rötlichbraune Kristalle mit violetten Terminierungen oder Kristalle mit Färbungen von dunkel graublau bis hellblau. Ihre Strichfarbe ist aber immer weiß bis ganz blass violett. Die Oberflächen der durchscheinenden bis durchsichtigen Kristalle weisen einen glasartigen, mitunter auch seidenartigen Glanz auf, was gut mit den Werten für die Lichtbrechung übereinstimmt. An den Kristallen des Johillerits wurden mittelhohe bis hohe Werte für die Lichtbrechung (nα = 1,715; nβ = 1,743; nγ = 1,783) und ein hoher Wert für die Doppelbrechung (δ = 0,068) festgestellt. Johillerit besitzt einen starken Pleochroismus von X = violettrot über Y = blauviolett nach Z = grünblau.
Johillerit weist eine sehr vollkommene Spaltbarkeit nach {010} und zwei gute Spaltbarkeiten nach {100} und {001} auf. Aufgrund seiner Sprödigkeit bricht er aber ähnlich wie Amblygonit, wobei die Bruchflächen uneben ausgebildet sind. Mit einer Mohshärte von ≈ 3 gehört das Mineral zu den mittelharten Mineralen und lässt sich wie das Referenzmineral Calcit mit einer Kupfermünze ritzen.
Die gemessene Dichte für Johillerit der Typlokalität beträgt 4,15 g/cm³, die berechnete Dichte 4,21 g/cm³. Die berechneten Dichten für Johillerite aus der Fumarole „Arsenatnaya“ am Tolbatschik variieren aufgrund ihrer stark veränderlichen chemischen Zusammensetzung von 4,132 bis 4,314 g/cm³. Johillerit zeigt weder im lang- noch im kurzwelligen UV-Licht eine Fluoreszenz.
Johillerit ist löslich in Salpetersäure (HNO3) und Salzsäure (HCl).

## Bildung und Fundorte

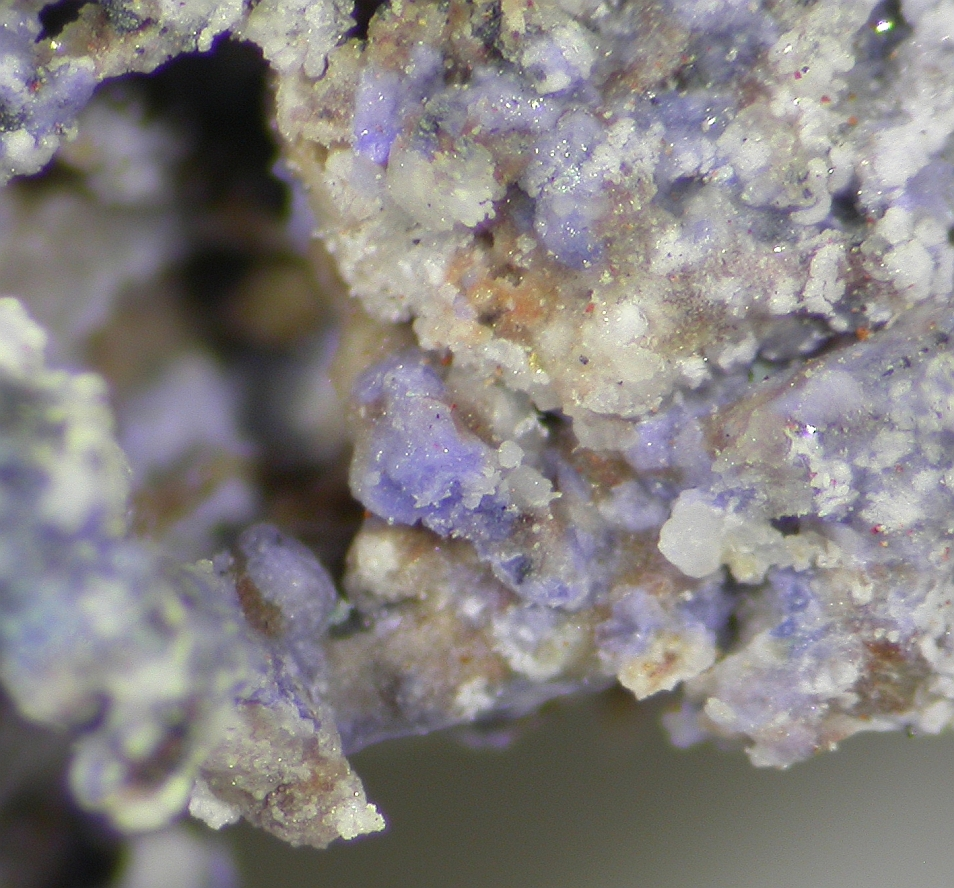
Johillerit vom zweiten Schlackenkegel des Vulkans Tolbatschik, Russland (Sichtfeld 3 mm)

Als sehr seltene Mineralbildung konnte Johillerit bisher (Stand 2018) lediglich von sieben Fundorten aus drei Lokalitäten beschrieben werden. Als Typlokalität gilt die „Tsumeb Mine“ bei Tsumeb, Region Oshikoto, Namibia, wobei der genaue Fundort innerhalb des Bergwerks zwar unbekannt ist, aber aufgrund der Paragenese und des Aussehens der Holotyp-Stufe aus dem E9 Pillar der 31. Sohle stammen könnte. Zwei weitere Funde stammen aus dem Bereich der sogenannten dritten Oxidationszone.
In der zweiten Hälfte der 1990er Jahre ist Johillerit in einer Fumarole am Zweiten Aschenkegels am nördlicher Durchbruch der Großen Spalteneruption (Great Fissure), Vulkan Tolbatschik (Koordinaten des Vulkans Tolbatschik), Region Kamtschatka, Föderationskreis Ferner Osten, Russland, gefunden worden. Im Jahre 2012 wurde Johillerit in größerer Menge in den Fumarolen „Arsenatnaya“ und „Novaya“, ebenfalls im apikalen Teil des Zweiten Aschenkegels am Tolbatschik, gefunden.
Schließlich kennt man Johillerit auch aus dem Schlackenvorkommen bei der Zinkhütte Genna, Letmathe bei Iserlohn, Sauerland, Nordrhein-Westfalen, Deutschland. Vorkommen von Johillerit in Österreich oder in der Schweiz sind damit nicht bekannt.
Johillerit ist an seiner Typlokalität ein typisches Sekundärmineral, welches sich in der Oxidationszone einer arsenreichen polymetallischen Buntmetall-Lagerstätte gebildet hat. Das Zink stammt aus der Verwitterung von Sphalerit, Kupfer aus der Verwitterung von Chalkosin und Tennantit und das Arsen aus dem oxidierten Tennantit. Das Natrium und das Magnesium werden aus dem Nebengestein gelöst worden sein.
In der „Tsumeb Mine“ fand sich das Mineral zuerst auf einer Stufe mit korrodierten, hauptsächlich aus Tennantit und Chalkosin bestehenden Kupfererzen.
Parageneseminerale sind grüner Konichalcit und kupferhaltiger Adamin. Die Sukzession (Bildungsabfolge) wird mit Erz → Konichalcit → Adamin → Johillerit angegeben. Johillerit aus dem Zweitfund in der dritten Oxidationszone wird von farblosem Leiteit, weißem Claudetit, gelblichem Warikahnit, Skorodit sowie Chalkosin, Tennantit und Adamin begleitet.
Begleitminerale von Johillerit in der Ende der 1990er Jahre entdeckten Fumarole am Tolbatschik sind Hämatit, Tenorit, Lammerit, Urusovit, Orthoklas und Bradaczekit. In der Fumarole „Arsenatnaya“ sind als Begleiter weitere Vertreter der Alluaudit-Gruppe wie Nickenichit, Calciojohillerit, Badalovit, Hatertit, Magnesiohatertit und Bradaczekit bzw. Yurmarinit, Hämatit, Tenorit, Tilasit und Aphthitalit in enger Verwachsung nachgewiesen worden.

## Verwendung
Aufgrund seiner Seltenheit ist Johillerit nur für den Mineralsammler von Interesse.